# Rockstar Vienna
（前稱neo Software Produktions GmbH）是一間已歇業的奧地利電子遊戲開發商，亦是Rockstar Games的子公司。

## 歷史

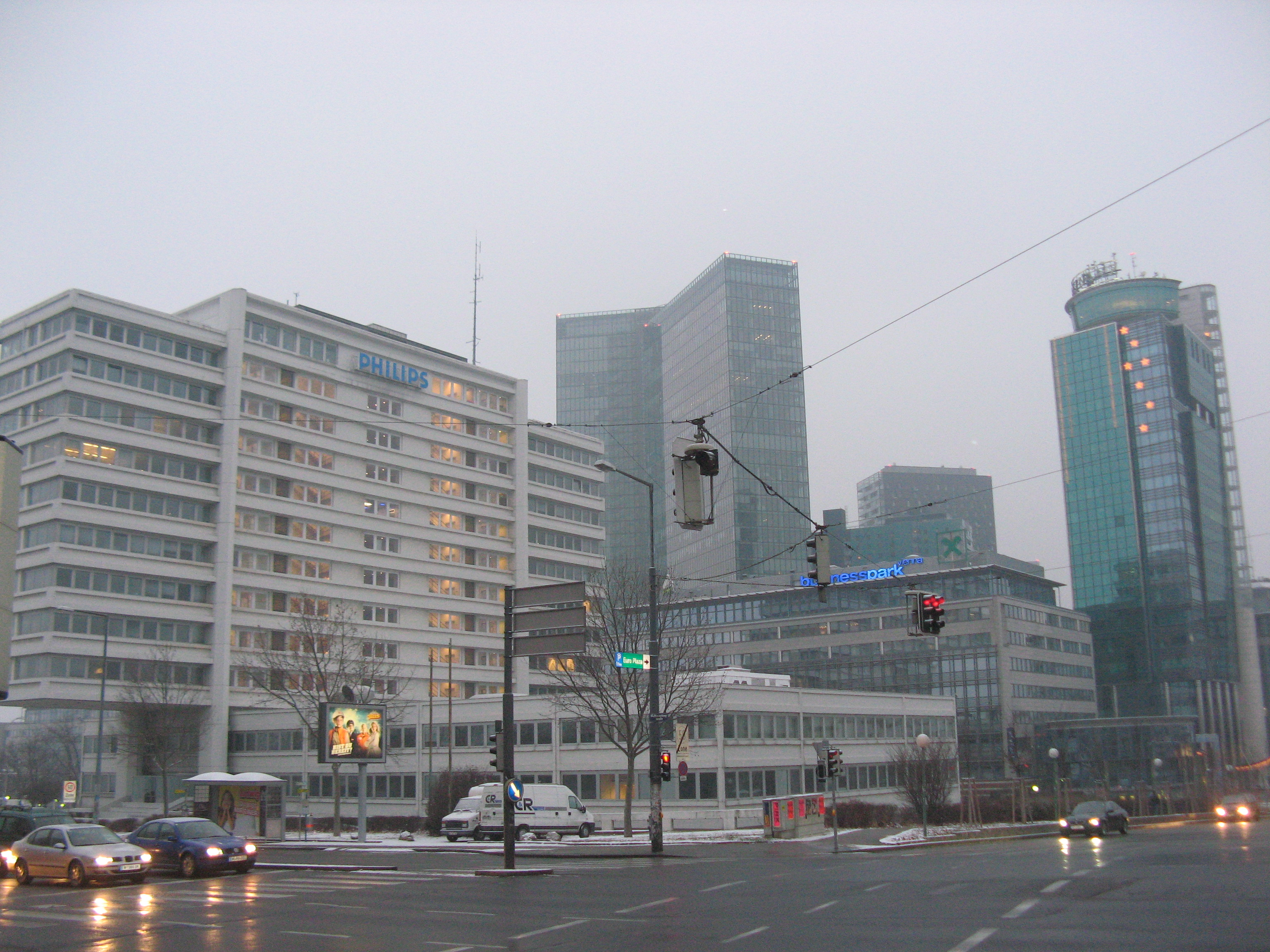
維也納商業園

1993年1月4日，Niki Laber和Hannes Seifert二人在維也納建立了neo Software，公司位於Wienerbergstraße的維也納商業園（Business Park Vienna）。他們開發電腦和家用電子遊戲機遊戲，主要為網絡遊戲。。2001年2月，Take-Two Interactive將其收購。在2003年建立十週年的紀念晚會上，公司宣布加入Rockstar Games。截至2005年，公司宣稱擁有100名員工。
2006年5月11日，在沒有提前宣布的情況下，Take-Two Interactive突然關閉了Rockstar Vienna；當日早上，安保人員阻止員工進入辦公室。在Rockstar Vienna關閉之前，他們曾移植了Rockstar Toronto和San Diego製作的主機遊戲。關閉後，工作室未完成的作品被轉移到Rockstar London繼續完成。Rockstar London接手的工作中包括了《俠盜獵魔2》。儘管Rockstar Vienna已經開發《俠盜獵魔2》長達兩年之久，但在最終產品中，55名Rockstar Vienna員工的名字沒有在片尾字幕中被提及。Rockstar沒有對此事作出回應。

### 後續
在2007年1月17日，Rockstar Vienna的兩名創始人和Jürgen Goeldner宣布建立新公司Games That Matter Productions GmbH。許多前Rockstar Vienna的員工都加入了公司。然而在不久之後，Koch Media在8月22日宣布收購了這間公司並重新命名為Deep Silver Vienna。在2010年，Deep Silver Vienna亦歇業。

## 遊戲
以下是neo Software和Rockstar Vienna所製作的遊戲，至於Games That Matter和Deep Silver Vienna所製作的遊戲則不在此列出。
| 年份            | 遊戲             | 平台                       |
| --------------- | ---------------- | -------------------------- |
| neo Software    |                  |                            |
| 2001            | 江湖本色         | Xbox                       |
| Rockstar Vienna |                  |                            |
| 2003            | 俠盜獵車手III    | Xbox                       |
| 2003            | 俠盜獵車手：罪城 | Xbox                       |
| 2003            | 江湖本色2        | Xbox、PlayStation 2（PS2） |
| 未完成          | 俠盜獵魔2        | PS2                        |

## 外部連結
- Rockstar Vienna官方网站（會重定向至Rockstar[永久] Games官網，Rockstatwatch.net上的面頁存檔）（英文）